# Rebecca Sugar
Rebecca Rea Sugar, född 9 juli 1987, är en amerikansk animatör, regissör, manusförfattare, producent och sångare. Hon är skaparen av Cartoon Network-serien Steven Universe, vilket gör henne till den första kvinnan som självständigt skapade en serie för nätverket. Fram till 2013 var Sugar författare och storyboardtecknare för den animerade TV-serien Adventure Time. Hennes arbete med de två serierna har resulterat i sex Primetime Emmy Award-nomineringar. Sugar är bisexuell och ickebinär. Hon har i intervjuer sagt att det är viktigt att HBTQ-personer representeras i konst och underhållning, särskilt i barnunderhållning.

## Biografi
Sugar växte upp i Sligo Park Hills-området i Silver Spring i Maryland. Hon gick i två skolor samtidigt, Montgomery Blair High School och Albert Einstein High School. Hon vann flera priser för sin konst under skoltiden, bland annat för sin serie "The Strip" i skoltidningen Silver Chips. Hennes bidrag var en kritik mot den dåvarande betygsskalan. Hon studerade vidare på School of Visual Arts i New York.

### Privatliv
I februari 2016 bekräftade Ian Jones-Quartey via Twitter att han och Rebecca Sugar hade en relation. Då hade de redan varit tillsammans i åtta år. De träffades när Sugar gick på School of Visual Arts i New York. De gifte sig den 4 december 2019.
I en panel på San Diego Comic Con 2016 sa Sugar att hbtq-temat i Steven Universe till stor del baserats på hennes egen erfarenhet som bisexuell kvinna. I en intervju till NPR 2018 sade Sugar att hon skapade serien Gems för att som icke-binär kvinna kunna uttrycka sig genom karaktärerna i Gems. Från och med 2019 använder Sugar pronomen hon/henne och hen.

## Karriär

### Tidigt arbete
Under sin tid på School of Visual Arts regisserade Sugar korta animerade filmer, inklusive Johnny Noodleneck (2008). 2009 skrev hon och animerade Singlar. Hennes bror Steven Sugar var assisterande färgläggare tillsammans med kollegan Ian Jones-Quartey. Den sistnämnde var även assisterande animatör och röstskådespelare i projektet. Sugar slutförde denna film som sin avhandling.
Socker spelade också en viktig roll i skapandet av nockFORCE, en tecknad serie som skapades av Ian Jones-Quartey och Jim Gisriel. Den lanserades 2007 på Youtube. Hon bidrog i synnerhet till tecknandet av bakgrunder och karaktärer.
År 2010 publicerade Sugar sin första grafiska roman, Pug Davis, med en astronauthund som huvudkaraktär och hans följeslagare Blouse.
Hon är också känd för sin komiska "Don't Cry for Me, I'm Already Dead", en berättelse om två bröder vars gemensamma kärlek till The Simpsons tar en tragisk vändning.

### TV
Sugar började jobba på Adventure Time som en storyboardrevisionist under showens första säsong. En månad efter att hon börjar blev hon befordrad till storyboardartist och debuterade under produktionen av andra säsongen. Hennes första avsnitt var "It Came from the Nightosphere". I en intervju uttryckte hon att hon fick bra kontakt med indie-serietecknare som arbetade med showen, till exempel Pendleton Ward, Patrick McHale och Adam Muto. De gav henne rådet att inte hålla tillbaka, utan att istället teckna det hon vill teckna. Sugar menar att showen har påverkat hur animering ändrats genom åren, mycket beroende på den "mycket konstnärsdrivna" tecknarstilen och arbetssättet.
Produktionen för Steven Universe började medan Sugar fortfarande arbetade med Adventure Time. Hon fortsatte arbetet med Adventure Time fram till showens femte säsong, varefter hon lämnade för att fokusera på Steven Universe. Hennes sista avsnitt för Adventure Time var "Simon & Marcy". Sugar återvände tillfälligt för att skriva låten "Everything Stays" för den sjunde säsongen miniseries Adventure Time: Stakes.
Hon har varit verkställande producent för Steven Universe under hela sin tid där, och storyboardartist i flera av dess avsnitt. Serien hade premiär den 4 november 2013 och avslutades den 21 januari 2019. Hon regisserade Steven Universe: The Movie som äger rum efter den femte säsongen av Steven Universe. Den hade premiär den 2 september 2019 på Cartoon Network. 2019 tillkännagavs det på New York Comic Con att Steven Universe inte skulle ha en sjätte säsong. Istället skulle ett begränsat antal epilog-avsnitt släppas, kallade Steven Universe Future. Den hade premiär 7 december 2019 och avslutades 27 mars 2020.

### Teman
Sugar har diskuterat vikten av att skapa HBTQI-representation, särskilt i barnunderhållning. I podcasten QUEERY sa Sugar att "Jag vill vara kämpa för HBTQIA, för allt av det, innehållet ... i familjeunderhållning. Jag vill göra det för alltid". Hon förklarade också hur Steven Universe har hjälpt henne att komma överens med sin egen identitet som bisexuell och ickebinär. Hon tror att tidig och positiv exponering för HBTQI-samhället kan hjälpa queer-identifierande barn att undvika att uppleva skam i sina egna identiteter.

### Annat arbete
Sugar designade albumomslaget till True Romance för Estelle, Garnets röst på Steven Universe. I december 2016 presenterade serietidningsutgivaren Youth in Decline Sugars skisser och berättelser för sin opublicerade serietidning Margo in Bed, som nummer 14 i antologi-serien Frontier.
År 2018 samarbetade Sugar på Gallants låt TOOGOODTOBETRUE, tillsammans med Sufjan Stevens.
I april 2020 var Sugar berättarrösten för videon Let My People Go, en video skapad av organisationen Never Again Action. Videon berättar om ICE (US Immigration and Customs Enforcement) fångars och häktades dåliga förhållande under COVID-19-pandemin.

## Utmärkelser

### Äventyrsdags
Rebecca Sugars arbete med Adventure Time-avsnitten "It Came from the Nightosphere" (2011) och "Simon & Marcy (2013) resulterade i två Primetime Emmy Awards i kategorin animerad kortfilm. Showen fick också flera Annie Award-nomineringar. Dessa inkluderade bästa storyboarding i en TV-produktion 2012 och storyboarding i en animerad TV-produktion 2013.

### Steven universum
För Steven Universe har Sugar nominerats till flera utmärkelser inom medieindustrin, inklusive fyra Primetime Emmy Awards. Hon och serien har bland annat fått Peabody Award 2018 för barn- och ungdomsprogrammering och GLAAD Media Award 2019 för enastående barn- och familjeprogram. 2015 nämndes serien på James Tiptree Jr. Award Honor List.

### Högsta betyg
2012 inkluderade Forbes Sugar på listan "30 under 30 i underhållning" och noterade att hon var ansvarig för att skriva "många av de bästa avsnitten" av Adventure Time. 
Variety inkluderade Sugar i "Hollywoods nya ledare 2016: de kreativa" ("Hollywood's New Leaders 2016: The Creatives"), en lista som firar kommande filmskapare, showskapare och skapare i både traditionella och digitala medier.

## Filmografi
| År                    | Titel                       | Roll                                                                                              | Anteckningar       |
| --------------------- | --------------------------- | ------------------------------------------------------------------------------------------------- | ------------------ |
| 2009                  | Singel                      | Regissör, berättelseskribent, animatör och kompositör                                             | Kortfilm           |
| 2010–2013, 2015, 2018 | Äventyrsdags                | Story författare, storyboard artist, låtskrivare, storyboard revisionist Röstroll: Marcelines mor | TV-serie           |
| 2012                  | Hotell Transylvanien        | Storyboard artist                                                                                 | Film               |
| 2013–2019             | Steven universum            | Skapare, verkställande producent, författare, storyboard artist, låtskrivare                      | TV-serie           |
| 2017–2019             | OK KO! Låt oss vara hjältar | Författare, artist för slutscenerna                                                               | TV-serie           |
| 2019                  | Steven Universe: The Movie  | Regissör, verkställande producent, författare, storyboardartist, kompositör, låtskrivare          | Film               |
| 2019–2020             | Steven Universe Future      | Skapare, verkställande producent                                                                  | Begränsad tv-serie |